# Bảo tàng Quân đoàn 3 (Việt Nam)
Bảo tàng Binh đoàn Tây Nguyên trực thuộc Cục Chính trị, Quân đoàn 3, Quân đội nhân dân Việt Nam thuộc loại hình lịch sử quân sự có nhiệm vụ nghiên cứu, sưu tầm, kiểm kê, trưng bày, tuyên truyền giới thiệu các tài liệu, hiện vật có giá trị lịch sử, văn hoá, khoa học, phản ánh quá trình xây dựng, chiến đấu, trưởng thành của binh đoàn trong sự nghiệp giải phóng dân tộc, thống nhất Tổ quốc, xây dựng và bảo vệ Tổ quốc.

## Khái quát trưng bày
1. Khái quát một số nét về văn hoá và truyền thống đấu tranh cách mạng của nhân dân các dân tộc Tây Nguyên;
2. Truyền thống của Binh đoàn trong kháng chiến chống thực dân Pháp và những năm đầu đánh Mỹ trước khi đứng chân trong đội hình Mặt trận Tây Nguyên;
3. Bộ đội chủ lực Mặt trận Tây Nguyên tham gia đánh bại chiến lược "Chiến tranh cục bộ" của đế quốc Mỹ (1965 - 1968);
4. Bộ đội chủ lực Mặt trận Tây Nguyên (1969 - 1974);
5. Chiến dịch Tây Nguyên đại thắng - Binh đoàn Tây Nguyên ra đời, tham gia Tổng tiến công Mùa Xuân năm 1975;
6. Binh đoàn Tây Nguyên trong sự nghiệp xây dựng và bảo vệ Tổ quốc Việt xã hội chủ nghĩa;
7. Trưng bày ngoài trời: giới thiệu các loại vũ khí lập công và chiến lợi phẩm thu được của địch.